# Son House
Son House (Lyon, 1902. március 21. – Detroit, 1988. október 19.) delta blues énekes, gitáros.

## Pályafutása
Egy ültetvényen született. Már tizenéves korában a vallás felé fordult, és a húszas évei elején baptista lelkész lett. Hivatala erkölcsi követelményeinek azonban nemigen tudott eleget tenni az ital és nőügyek miatt. Az 1920-as évek elején egy ideig Louisianában élt, majd 1926-ban visszatért Mississippibe, megtanult gitározni, és felfedezte magának a bluest. Elhagyta hivatalát és bulikon zenélt.
1928-ban önvédelemből lelőtt egy embert, kényszermunkára ítélték, majd de egy év múlva  szabadon bocsátották, miután kivizsgálták az ügyét. Megismerkedett Charley Pattonnal és Willie Brownnal, akikkel Patton haláláig gyakran együtt játszott. Son House partnerei között volt  Willie Brown, Louise Johnson és a Delta Big Four gospel együttes is. House nyolc számot vettek fel, mind a nyolc megjelent, de az utókor számára csak néhány példány maradt fenn.
A "Mississippi County Farm Blues/Clarksdale Moan" egyetlen létező példányát csak 75 év után fedezték fel újra, és 2006-ban ki is adták.
Charley Patton halála után feleségül vette annak özvegyét, akivel haláláig élt.
1965-ben fellépett a Newport Folk Fesztiválon, 1967-ben az American American Folk Blues Fesztiválon. Az USA-ban és Európában is turnézott, és 1965-től ismét felvételei készültek.
1969-ben egy dokumentumfilm készült róla.

## Albumok
- 1964: Blues from the Mississippi Delta Smithsonian Folkways Recordings
- 1965: The Legendary Son House: Father of the Folk Blues Edsel
- 1969: At Home: Complete 1969 Document
- 1990:  Complete Recorded Works of Son House & The Great Delta Blues Singers Document
- 1992: Father Of The Delta Blues: The Complete 1965 Sessions Legacy
- 1995: In Concert Magnum
- 1995: Delta Blues and Spirituals [live] EMI Music Distribution
- 2000: Live at Gaslight Cafe, 1965 Document
- 2000: Complete Library Of Congress Sessions, 1941–1942 Travlin´Man
- 2003: New York Central Live Acrobat
- 2003:  Heroes Of The Blues: The Very Best Of Son House Shout! Factory
- 2005:  King of the Delta Blues Fuel 2000

DVD
- 1991: Masters Of The Country Blues – Son House And Bukka White

## Díjak
- 1997: „100 Records That Set The World On Fire (While No One Was Listening)”
- 2007: „Mississippi Blues Trail in Tunica, Mississippi”
- 2017: Blues Hall of Fame („Preachin' the Blues”)

## Filmek
- IMDb